# Herbert Aptheker
Herbert Aptheker (Brooklyn, 31 de julio de 1915-Mountain View, 17 de marzo de 2003) fue un historiador marxista estadounidense, que realizó diversos estudios sobre el pueblo afroamericano.

## Biografía
Nacido en Brooklyn, Nueva York, el 31 de julio de 1915 y miembro del Partido Comunista de los Estados Unidos desde 1939, sufrió marginación académica a causa de su filiación política a lo largo de las décadas de 1950 y 1960. Falleció en Mountain View, California, el 17 de marzo de 2003.
Fue autor de obras como American Negro Slave Revolts (Columbia University Press, 1943), Essays in the History of the American Negro (International Publishers, 1945),The Negro People in America, a Critique of Gunnar Myrdal's "An American Dilemma" (International Publishers, 1946), The Colonial Era (International Publishers, 1959), The American Revolution, 1763-1783 (International Publishers, 1960), o Anti-Racism in U.S. History: The First Two Hundred Years (Greenwood Press, 1992), entre otras. También fue autor de opúsculos como The Truth about Hungary (Mainstream Publishers, 1957) —en el que a través de una visión estalinista de la realidad húngara defendió la intervención de la Unión Soviética en el país tras la revolución de 1956— o The Fraud of "Soviet Anti-Semitism" (1963), entre otros.
Fue editor de los siete volúmenes de A Documentary History of the Negro People in the United States —publicados entre 1951 y 1994— y de los dos de The Correspondence of W. E. B. Du Bois (1973-1976), entre otras obras.
En 1998 se publicó en su honor African American History and Radical Historiography: Essays in Honor of Herbert Aptheker, editada por Herbert Shapiro.